# 南美毛鼻鯰
南美毛鼻鯰，為輻鰭魚綱鯰形目毛鼻鯰科的其中一種。分布於南美洲巴西Benfica河及Paraiba do Sul河流域，體長可達7.8公分。

## 扩展阅读
維基物種上的相關：南美毛鼻鯰